# De Lijn
Vlaamse Vervoersmaatschappij De Lijn (Dansk: Det Flamske Trafikselskab De Lijn) De Lijn ("Linien"), er et offentligt trafikselskab drevet af den flamske lokalregering i Belgien. De Lijn blev grundlagt i 1991 efter at de offentlige trafikselskaber i Antwerpen og Gent blev fusioneret med den flamske del af NMVB (Nationale Maatschappij van Buurtspoorwegen, eller  "Nationale Selskab af Regionale Sporveje").
Den Socialistiske politiker Steve Stevaert fra Hasselt indførste en politik om at indbyggere over 65 med registreret adresse i Flandern kunne køre gratis overalt i Flandern. Der findes ligeledes programmer der gør det billigere for personer under 25. De Lijn anses for et vigtigt element til at lette den ofte svært fremkommelige trafik, sammen med NMBS/SNCB (Belgiens statsbaner)
I 2008, transporterede De Lijn mere end 508 mio. passagerer, i et område med ca. 6,5 mio. indbyggere.
De Lijn afdelinger:
- Antwerpen sporveje, med bane både på gadeniveau og underjordisk. (Antwerpen Pre-metro).
- Ghent sporveje, for det meste spor på veje, med enkelte strækninger for sig selv.
- Belgiens kyst sporveje bane langs hele den belgiske kyst mellem De Panne og Knokke.
- Alle busser med rute helt eller dellvist i Flandern. På grund af det tætte jernbanenetværk, virker intercitybusserne som lokal trafik mellem de store byer og de omgivende småsamfund. Rejsetiden mellem de store byer er ofte længere med intercitybusserne da de betjener de mange små byer undervejs, og derfor ikke kører en direkte rute. Busserne er indrettet som bybusser, og ikke som turistbusser. I Limburg provinsen der ikke har så mange jernbanelinier er intercitybusserne den vigtigste transportform. Her findes også express-intercitybusser.
- Flextrafik (er tilgængelig i tyndt befolkede områder).